# The Investment
The Investment è un cortometraggio muto del 1914 diretto da Lloyd B. Carleton e prodotto dalla Lubin.
Il nome del regista non viene riportato nei credit del film.

## Produzione
Il film fu prodotto dalla Lubin Manufacturing Company.

## Distribuzione
Distribuito dalla General Film Company, il film - un cortometraggio in una bobina - uscì nelle sale USA il 25 settembre 1914.